# Rachunek sumienia (film 1964)
Rachunek sumienia – polski czarno-biały film obyczajowo-psychologiczny z 1964 roku, w reżyserii Juliana Dziedziny.

## Fabuła
Akcja filmu toczy się w dwóch planach czasowych: tuż po II wojnie światowej oraz dekadę później – w połowie lat 50. Głównym bohaterem jest Roman Marecki, były porucznik Armii Krajowej, którego losy stanowią studium moralnego konfliktu jednostki uwikłanej w historię.

### 🎞 Część I – przeszłość
Pod koniec wojny Marecki otrzymuje rozkaz likwidacji lokalnego sołtysa związanego z PPR. Jest to zadanie typowe dla pogłębiającego się konfliktu między Armią Krajową a nową władzą komunistyczną. Roman, mimo lojalności wobec przełożonych, odczuwa moralny sprzeciw wobec wykonania wyroku – rezygnuje z misji, narażając się na oskarżenie o niewykonanie rozkazu.
Po zakończeniu wojny przenosi się z rodziną do Szczecina, miasta będącego wówczas symbolem odbudowy i nowego początku. Podejmuje pracę w stoczni, starając się żyć uczciwie i zostawić przeszłość za sobą. Włącza się w powojenną odbudowę, buduje dom, zakłada rodzinę – zostaje uznanym i szanowanym członkiem lokalnej społeczności.

### 🎞 Część II – konfrontacja
Jednak przeszłość dogania bohatera. Ktoś z jego otoczenia donosi na niego do służb bezpieczeństwa, oskarżając go o udział w działalności antypaństwowej. Marecki zostaje aresztowany i postawiony przed sądem, gdzie nie tylko przeszłość, ale i jego postawa moralna zostają poddane próbie.
Proces pokazany jest nie jako spektakl ideologiczny, ale jako osobisty dramat człowieka w pułapce historii, którego decyzje – zarówno te podjęte, jak i zaniechane – mają tragiczne konsekwencje. Mimo że nie wykonał rozkazu, zostaje potraktowany jak „wróg ludu”, skazany na dożywotnie więzienie.

### 🎞 Część III – powrót
Amnestia roku 1956 przywraca mu wolność. Roman wraca do domu, ale świat, który znał, już nie istnieje. Ludzie, którzy go znali, zbudowali sobie nowe życie – często oparte na przemilczeniach, konformizmie, lęku lub zwykłej potrzebie przetrwania.
Powrót do społeczeństwa okazuje się trudniejszy niż więzienie. Czy człowiek, który doświadczył niesprawiedliwości w imię „wyższej racji państwowej”, może znowu zaufać ludziom? Czy może znów być ojcem, mężem, obywatelem? Czy ktokolwiek zechce pamiętać jego ofiarę?
Finał filmu nie daje jednoznacznych odpowiedzi. Reżyser Julian Dziedzina pozostawia widza z pytaniami o moralność w czasach ideologicznego zamętu i o cenę, jaką płaci jednostka za próbę zachowania sumienia w systemie, który nie dopuszcza szarości.

## Odbiór krytyczny
- Maciej Kowalski cytuje recenzje krytyczne z Tygodnika Demokratycznego, Słowa Ludu czy Świata, wskazujące na brak spójnego klimatu oraz formalne niedociągnięcia, choć doceniono podjęcie trudnej tematyki[4].
- Ernest Bryll z „Filmu” nie miał złudzeń co do rangi artystycznej: uznał obraz za niedojrzały kompozycyjnie, choć pochwalił jego intent — jako inaugurację rozrachunku z politycznymi błędami lat 50.[5].
- Zygmunt Kałużyński w „Polityce” widział w filmie raczej narrację o kryzysie zaufania niż klasyczny dramat sądowy[6].
- Krytyk Jacek Fuksiewicz zauważył nadmiar epizodów i przeciętne zakończenie, ale uznał film za wartościowy jako pierwsze starcie z trudną problematyką[7].
- Inni krytycy – tacy jak Kochański, Gutkowska, Niecikowski – podkreślali autentyzm obrazu i atmosferę wczesnych lat powojennych, mimo że brakowało mu dramaturgicznej precyzji i budżetu artystycznego[8].

## Obsada aktorska
- Władysław Głąbik(inne języki) (Roman Marecki)
- Maria Homerska (Maria Marecka, żona Romana)
- Aleksander Sewruk (Aleksy)
- Stefan Bartik (Lesikiewicz)
- Wojciech Duryasz (Zbyszek „Koral”)
- Zbigniew Józefowicz (PPR-owiec Andrzej Kozłowski)
- Mirosława Lombardo (Agnieszka, dziewczyna Grzegorza)
- Marian Łącz (kierowca)
- Jan Machulski (porucznik UB)
- Bohdana Majda (sąsiadka Mareckich)
- Grzegorz Roman (Rudi, niemieckie dziecko)
- Ryszard Pietruski (major Paweł, dowódca oddziału)